# Kościół Matki Bożej Królowej Polski w Grzmiącej
Kościół parafialny w Grzmiącej – rzymskokatolicki kościół parafialny zlokalizowany we wsi Grzmiąca (powiat szczecinecki, województwo zachodniopomorskie).

## Historia
Obiekt został wybudowany w 1600 roku, przebudowany w 1768 roku, restaurowany w XIX wieku. Do 1945 roku kościół był świątynią protestancką. Po 1945 roku otrzymał nowe powołanie i przeszedł pod zarząd parafii rzymskokatolickiej.

## Architektura
Jest to kościół orientowany, murowany z cegły o układzie polskim, tynkowany, na rzucie prostokąta z prezbiterium zakończonym trójbocznie. Wieża ceglana, kryta czterokondygnacyjnym hełmem barokowym. Okna szczelinowe, pod okapem strzelnicze. Strop pseudokolebkowy ze sztukaterią dekoracyjną rombową.

## Wyposażenie
Zabytkowy wystrój kościoła stanowią: chór muzyczny barokowy, ołtarz drewniany, ludowy z połowy XVIII w. z licznymi ornamentami i płaskorzeźbami, chrzcielnica barokowa z przełomu XVII i XVIII w., drewniana, rzeźbiona.

## Galeria

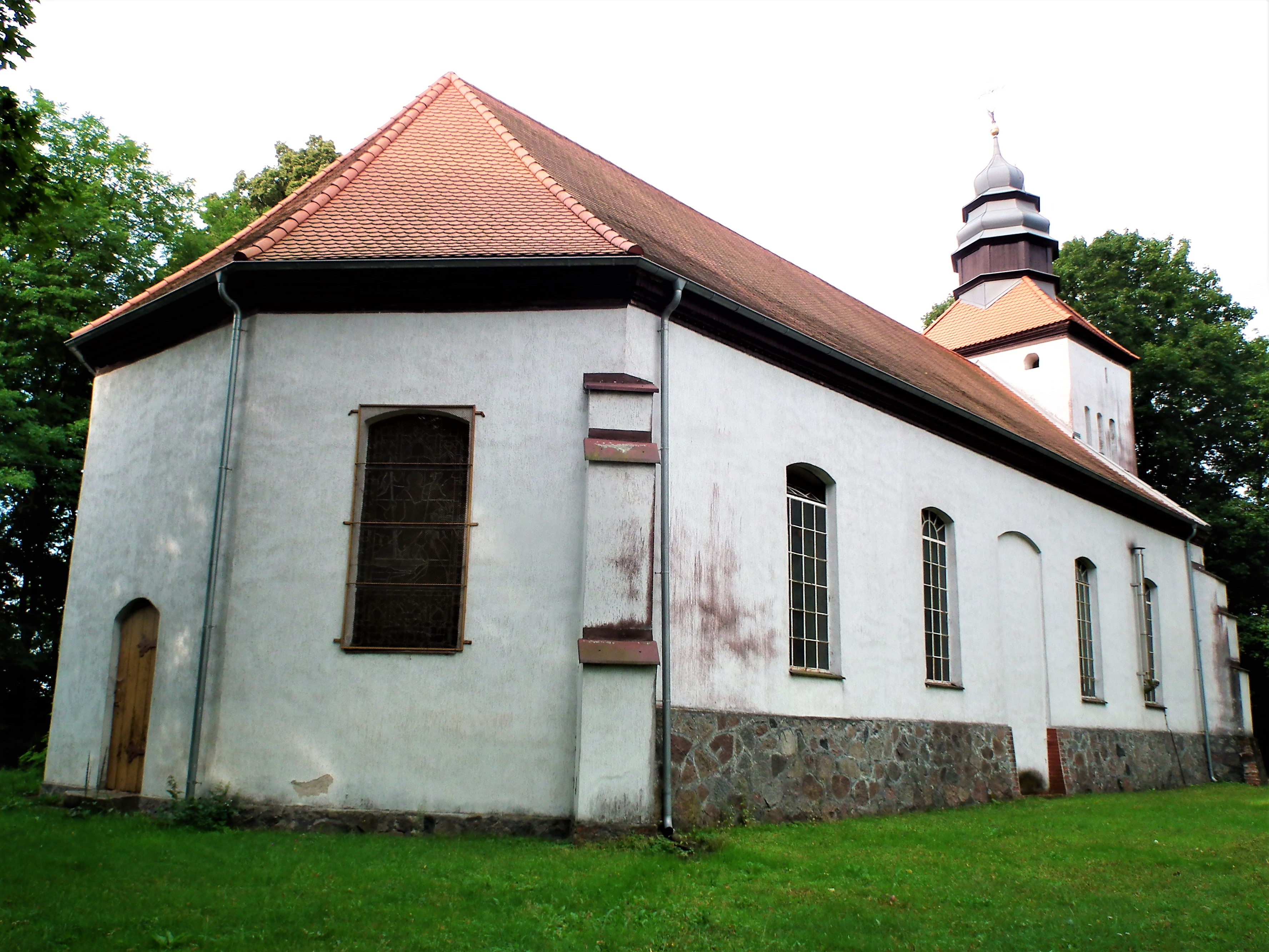
Widok od strony prezbiterium
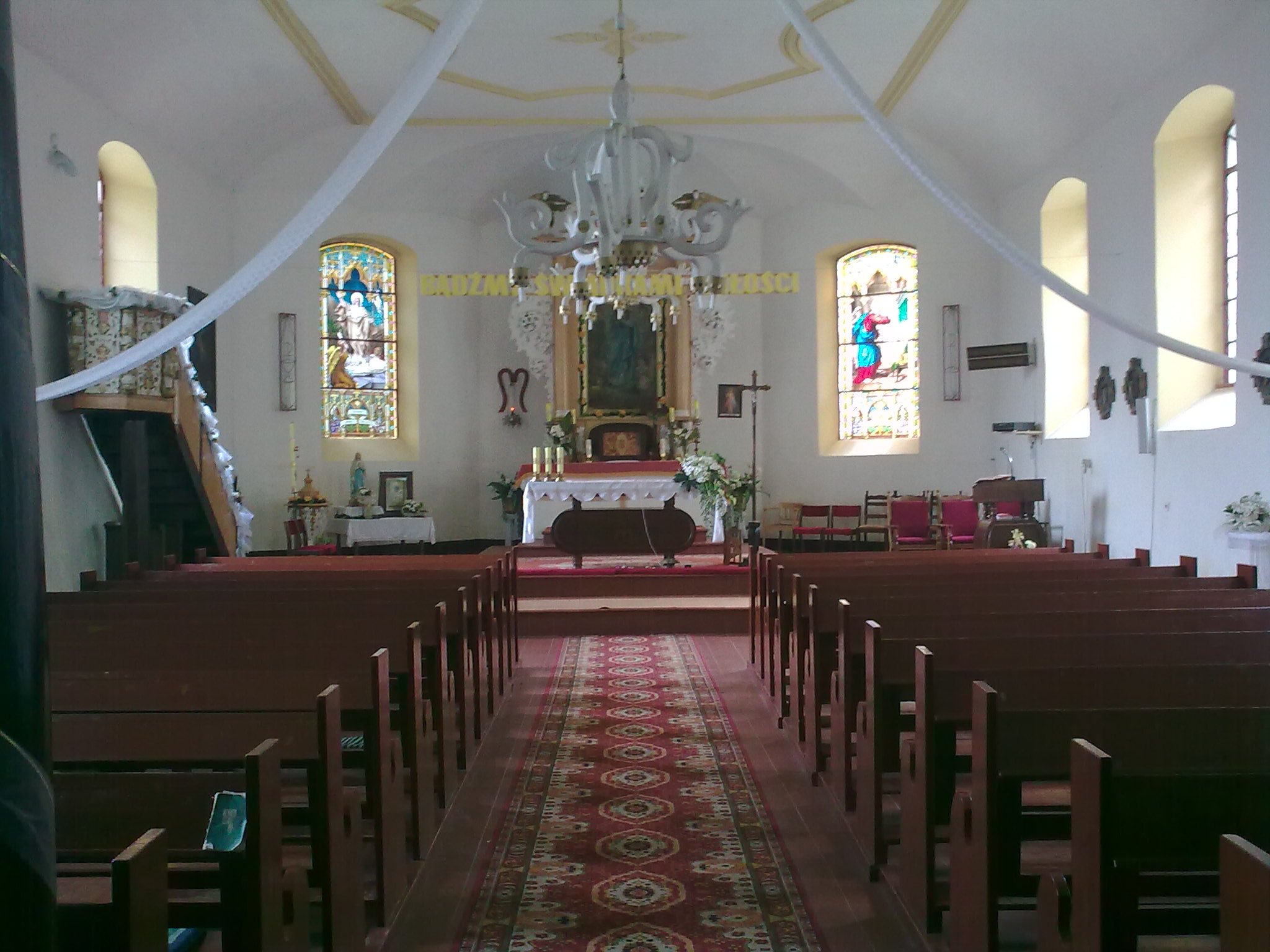
Wnętrze z ołtarzem